# Colotis eris
The Banded Gold Tip or Black-barred Gold Tip (Colotis eris)là một loài bướm thuộc họ Pieridae. Nó được tìm thấy ở the Afrotropic ecozone.
Sải cánh dài 40–45 mm. The adults have fly year-round in warm areas, peaking từ tháng 3 đến tháng 6.
The larva feed on Boscia albitrunca and Boscia oleoides.

## Phụ loài
The following subspecies are recognised:
- C. e. eris
- C. e. contractus Gabriel, 1937-38
- ?C. e. johnstoni (Butler, 1886)